# Bernard I van Comminges
Bernard I van Comminges (overleden rond 1145) was van 1105 tot aan zijn dood graaf van Comminges. Hij behoorde tot het huis Comminges. 

## Levensloop
Bernard I was de zoon van graaf Rogier III van Comminges en diens onbekend gebleven echtgenote. Rond 1105 volgde hij zijn vader op als graaf van Comminges.
Bernard stond vrijwel zijn hele regering in conflict met de bisschop van Couserans over de heerschappij over de domeinen van dit bisdom. In 1120 liet hij Saint-Lizier platbranden, nam hij bisschop Peter I gevangen en liet hij de stadsbevolking naar Saint-Girons overbrengen. Toen Bernard de bisschop na enkele jaren terug vrijliet, begon de oorlog opnieuw. Daarbij werd Bernard tijdens een veldslag nabij Saint-Gaudens door de troepen van de bisschop zwaar verwond. Kort voor zijn dood gaf Bernard de geroofde kerkgoederen van de bisschop terug en compenseerde hij de bevolking van Couserans voor de schade die hij hen had aangedaan, waardoor de rust terugkeerde.
In 1118 nam hij deel aan de kruistocht van koning Alfons I van Aragón tegen de Moren, die met de verovering van Zaragoza, Tudela en andere steden succesvol afgerond kon worden. In 1135 was hij aanwezig bij de keizerskroning van koning Alfons VII van Castilië in León.
Bernard I stierf rond het jaar 1145, waarna hij werd bijgezet in de Abdij van Bonnefont. 

## Huwelijk en nakomelingen
Bernard was gehuwd met Diaz, dochter en erfgename van heer Godfried van Samatan en Muret. Ze kregen volgende kinderen:
- Bernard II (overleden in 1153), graaf van Comminges
- Dodo (overleden in 1176), heer van Samatan en onder de naam Bernard III, graaf van Comminges
- Gwijde, burggraaf van Aure
- Arnold II Rogier, bisschop van Comminges
- Bernarde, huwde in 1239 met burggraaf Roger I Trencavel van Carcassonne
- Fortanier